# خارامییو کمادو
خارامییو کمادو (به اسپانیایی: Jaramillo Quemado) یک شهرستان در اسپانیا است.